# Vilâyet Bitlis

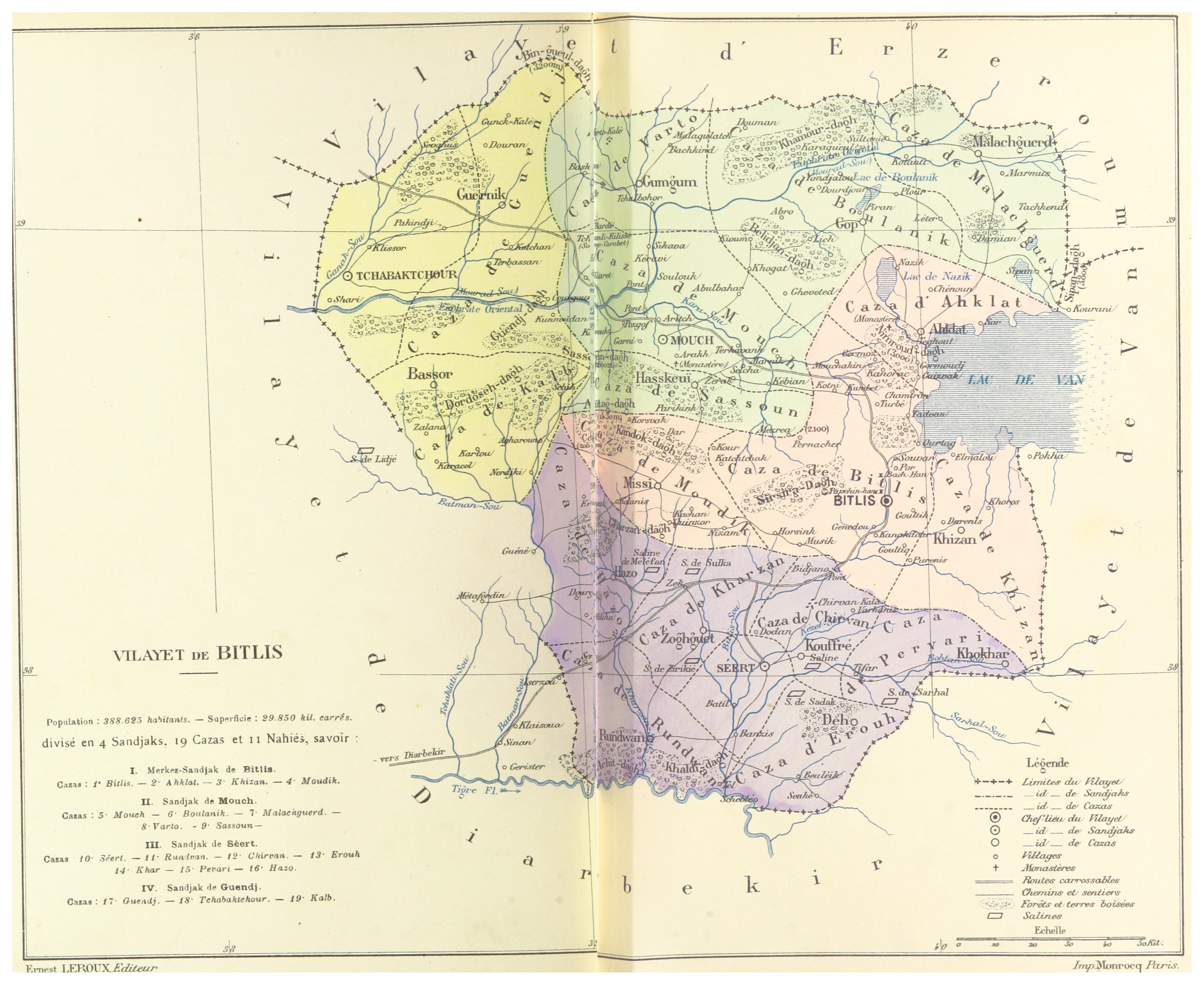
Das Vilâyet Bitlis, 1892

Die Provinz Bitlis oder das Vilâyet von Bitlis, (armenisch Բիթլիսի վիլայեթ) war eines der Sechs Armenischen Vilâyets des Osmanischen Reiches und hatte bis zum Völkermord an den Armeniern 1915 einen großen armenischen Bevölkerungsteil.

## Geschichte
Als Verwaltungsprovinz wurde Bitlis nach dem Russisch-Türkischen Krieg von 1877-1878 geformt. Zuvor war es Teil des Sandschaks von Muş innerhalb des Vilâyets von Erzurum.

## Bevölkerung
Noch im Jahre 1878 bis 1879 hatte das Vilâyet Bitlis eine Bevölkerungszahl von 400.000 Einwohnern, von denen 200.000 Armenier waren.
Im Jahre 1914 waren bereits 309.999 Einwohner muslimisch und nur noch 117.492 Armenier.